# Progresso (filosofia)

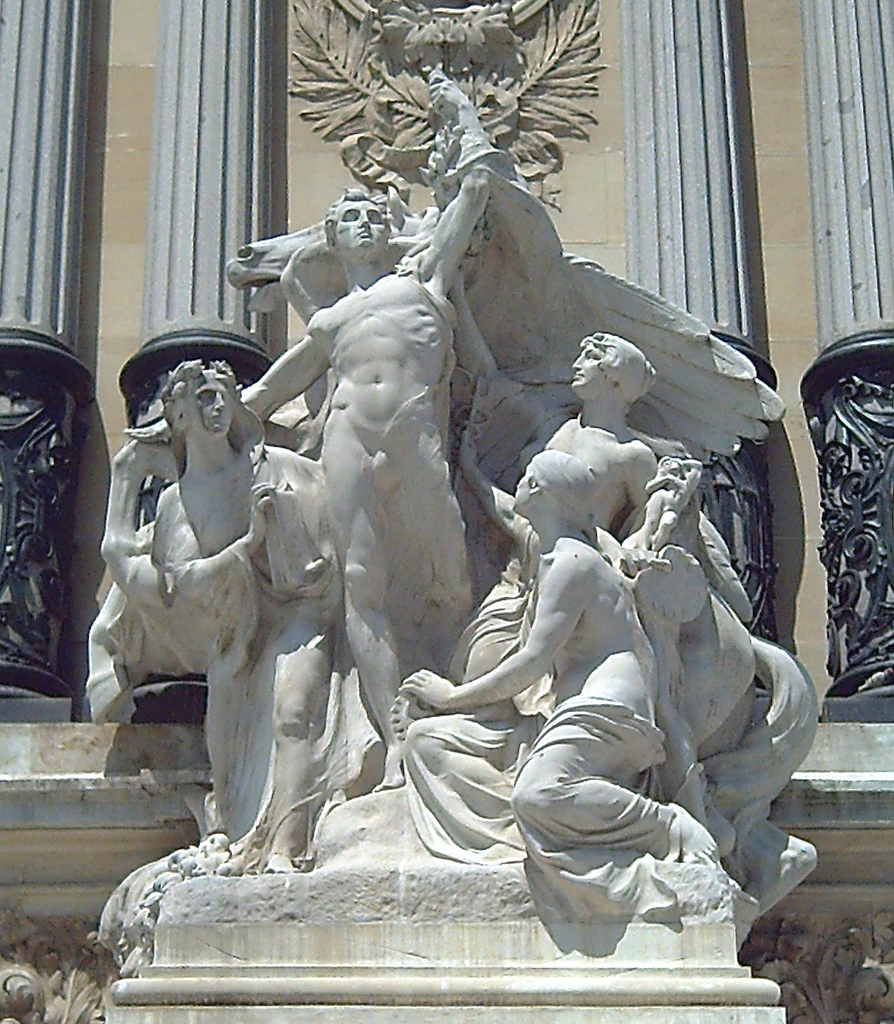
Scultura celebrativa del Progresso nel Parco del Retiro a Madrid (di Miguel Ángel Trilles, 1922) simboleggiato da una figura allegorica con dietro Pegaso, icona della velocità, e attorniato da tre donne che rappresentano Letteratura, Industria e Commercio, e le Arti.

Il termine progresso (dal latino progressus, "andare avanti, avanzare") indica genericamente processo, avanzamento di un qualsiasi fenomeno. Nell’ambito del progressismo, indica lo sviluppo verso forme di vita più elevate e più complesse, perseguito attraverso l’avanzamento della cultura, delle conoscenze scientifiche, delle conoscenze tecnologiche, dell’organizzazione sociale, il raggiungimento delle libertà politiche e del benessere economico, al fine di procurare all’umanità un miglioramento generale del tenore di vita, e un grado maggiore di liberazione dai disagi.

## Il progresso nelle varie epoche storiche e civiltà

### Pensiero arcaico ed antico

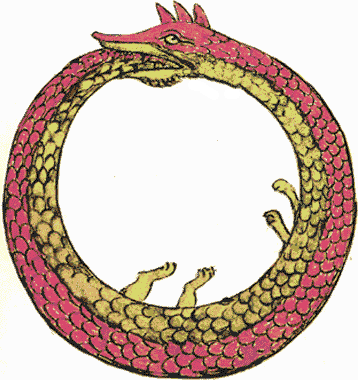
Una rappresentazione dell'Uroboro (dal greco ουροβóρος dove "ourá" sta per "coda") simbolo arcaico della storia ciclica

Nel pensiero antico l'idea di progresso era assente per la prevalenza di una concezione della storia umana vista come un allontanamento da una mitica "età dell'oro" e dopo di questa si pensava piuttosto ad un regresso, dovuto alle manchevolezze della natura umana, allontanatasi sempre più dall'originale, ingenua bontà dell'uomo primigenio.
Così compare per la prima volta in Esiodo (metà dell'VIII secolo a.C.) la nostalgia, rispetto al suo infelice tempo presente, per quell'età di
Ancora nell'antichità greca e romana sopravviveva il rammarico per la perduta originaria felicità dell'uomo nell'opera di Platone e del poeta romano Publio Ovidio Nasone. Quest'ultimo scriveva nelle sue Metamorfosi:
La negazione di ogni progresso era ancora nell'antica concezione, di origine orientale, di una storia vista come una via circolare percorsa dall'uomo che, in un apparente progresso, tornava invece sempre sui suoi passi iniziali, in un sussegursi di avvenimenti sempre uguali, così come accadeva nel naturale corso del ciclo delle stagioni.
Il concetto di progresso viene trattato negli ultimi versi del quinto libro del De rerum natura di Lucrezio. Il poeta latino non esalta né condanna il progresso dell'uomo ma lo giudica moralmente buono quando esso, senza contrastare le leggi naturali, è indirizzato al miglioramento della natura stessa colmandone le lacune. Il progresso tecnologico è parzialmente accettabile poiché esso soddisfa bisogni naturali ma non necessari come, ad esempio, il progresso della musica, tali cioè da variare il piacere (ἠδονή) ma non di aumentarlo. È da condannare recisamente il progresso quando deborda dai fini utilitari che l'avevano originato volendo soddisfare bisogni né naturali né necessari, come avviene per i vestiti quando se ne indossano confezionati con tessuti rari e preziosi.
Fiducia nel progresso futuro è espressa da Seneca: egli è consapevole che più grande di quello posseduto in passato è il sapere posseduto nella sua epoca che è destinato a sua volta ad essere superato dal sapere delle generazioni successive:

### Pensiero cristiano
L'idea del progresso nasce con la concezione cristiana, ereditata dalla cultura ebraica, della storia intesa come un susseguirsi di avvenimenti che procedono, come i punti di una semiretta che dall'inizio finito va all'infinito, verso il meglio che non si limita al tempo umano ma prosegue escatologicamente verso l'infinito trascendente con la salvezza come ultima meta.
Accenni alla stessa idea di progresso, caratteristica di una concezione della storia rettilinea, con una iniziale creazione divina e una terminale apocalisse di un Dio fuori dal tempo, sono in Agostino d'Ippona e nel Medioevo cristiano in Bernardo di Chartres con la sua rappresentazione fantastica degli uomini a lui contemporanei come dei nani che però poggiati sulle spalle degli antichi giganti del passato possono vedere meglio il futuro che li attende:

### Rinascimento
Mentre nell'Umanesimo il concetto di progresso stenta ancora a definirsi negli autori che guardano ancora alla classicità passata come modello insuperabile, la consapevolezza della modernità rispetto agli antichi comincia a farsi strada in autori come Giordano Bruno. Le scoperte geografiche, le innovazioni tecniche e scientifiche del XV e XVI secolo fanno pensare a filosofi come Bacone, Cartesio, Pascal, Leibniz che, pur nella diversità delle loro dottrine, concordano sull'idea che essi hanno progredito rispetto agli antichi perché avendo dietro le spalle un più lungo tratto di storia sono più "vecchi" e quindi più saggi di coloro che li hanno preceduti.

### XVII secolo
Sul finire del XVII secolo l'idea di progresso si chiarisce definitivamente attraverso la disputa letteraria della Querelle des Anciens et des Modernes (Digressione degli antichi e moderni) (1688) dove Bernard Le Bovier de Fontenelle afferma la superiorità rispetto agli antichi dei moderni che si servono delle scoperte già realizzate in passato per fondarvi un progresso che «non avrà mai fine». La natura umana infatti non muta nel tempo: le diversità si devono attribuire solo al trascorrere delle generazioni che aumentano il loro sapere; poiché il genere umano non subisce mutamenti come l'individuo a causa della vecchiaia, esso progredirà per sempre.
L'abate di Saint Pierre amplia l'idea di progresso estendendola dal campo della conoscenza a quello della vita sociale: per primo inventa la metafora della raffigurazione delle età dell'individuo assimilandole alle varie fasi della storia universale che però non si corrompe e decade come nel singolo ma progredisce ininterrotta nel tempo.

### XVIII secolo

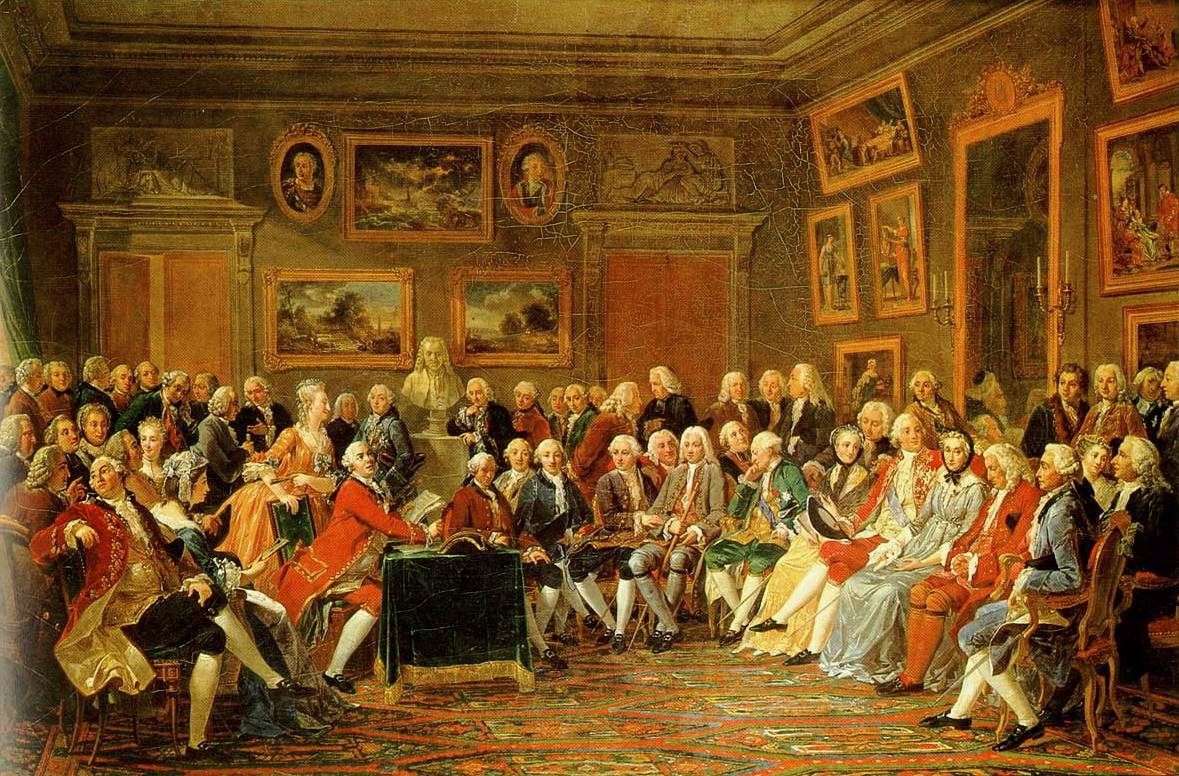
Dipinto di Charles Gabriel Lemonnier rappresentante la lettura della tragedia di Voltaire, in quel tempo esiliato, L'orfano della Cina (1755), nel salotto di madame Geoffrin a rue Saint-Honoré

Nell'Illuminismo compaiono numerose opere di filosofia della storia incentrate sull'idea di progresso: unica eccezione Rousseau che auspica invece come miglioramento il ritorno alla natura dell'uomo che ha la capacità della perfectibilité ("perfettibilità"), termine che durante tutto il XVIII secolo fu usato come sinonimo di progresso.
Nella Filosofia della storia di Voltaire (1765) si riafferma l'idea del progresso dell'umanità dalla barbarie alla civiltà come segno del prevalere della ragione sull'irrazionalità che però può interrompere questo sviluppo facendo tornare l'uomo, con le guerre, con il fanatismo religioso, ad un'età di decadenza quale è stata quella del Medioevo.
Il concetto di progresso degli illuministi è caratterizzato, come in Voltaire, da una concezione laica della storia, dalla convinzione che le arti possano portare a un miglioramento dell'uomo, dalla curiosità per i nuovi popoli selvaggi che, così com'è accaduto allo stesso modo nelle società europee, attraversano una condizione primitiva che è la prima fase di un successivo progresso.
La scuola illuminista della fisiocrazia assocerà le varie fasi della economia (caccia e pesca, pastorizia, agricoltura) a quelle che segnano il progresso delle società. Turgot amplierà questa concezione con la teoria delle due leggi: la prima che sancisce come ad ogni miglioramento compiuto corrisponda un'accelerazione del progresso e la seconda che stabilisce che ad ogni stadio del progresso si associ quello della evoluzione dello spirito umano: la fase sovrannaturale a cui segue quella filosofica ed infine, l'ultima, quella scientifica.
Condorcet condivide l'idea che il progresso acceleri il suo percorso favorito dalla diffusione pubblica delle conoscenze e elabora un quadro del progresso universale che è il più esauriente del suo tempo.
Egli è convinto che il miglioramento progressivo dell'umanità, pur con qualche rallentamento, sia inarrestabile: i popoli e le classi sociali ancora ai margini della civiltà potranno entrare nel progresso se ci si impegnerà per il superamento delle loro diseguaglianze.

### XIX secolo

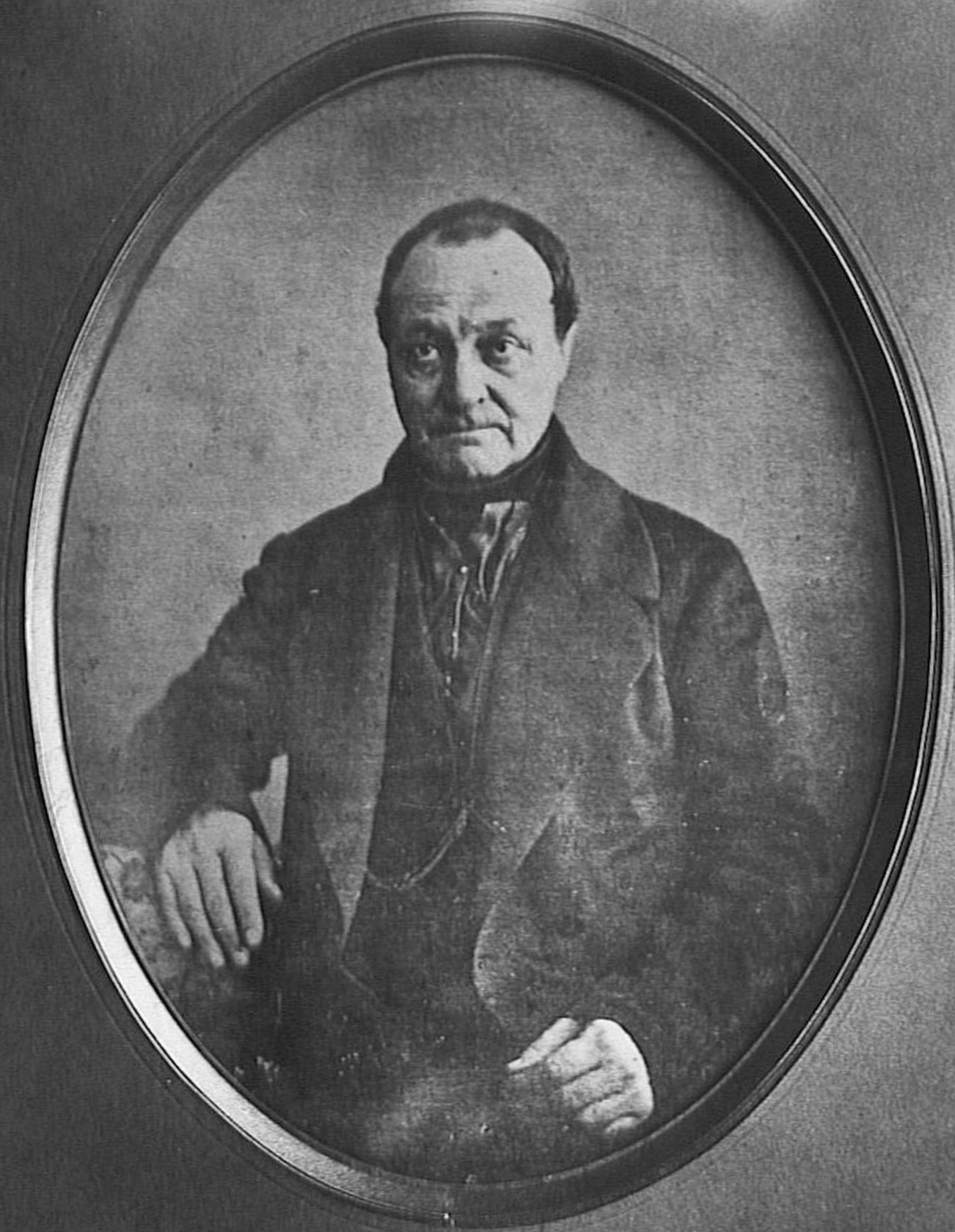
Auguste Comte, fondatore del positivismo

Secondo gli storici della filosofia nell'analisi dell'idea di progresso nella storia del pensiero non andrebbero considerate quelle filosofie della storia proprie del periodo illuminista e di quello idealista tedeschi perché la complessità dell'elaborazione di quelle speculazioni è tale che le allontanano da una condivisione allargata ed è così ampia la trattazione che nel suo ambito si sperde la definizione del tema centrale. In base a questa considerazione si sostiene che convenga piuttosto esaminare il concetto di progresso nel pensiero francese ed inglese del XIX secolo che ne danno una definizione più incisiva considerandolo non più una "possibilità" di miglioramento delle condizioni umane ma come una sicura, "necessaria" legge della storia dell'uomo.
È dunque solo in questo periodo che il concetto di progresso esce dall'indeterminatezza degli autori precedenti e diviene il tema centrale e ben definito dello sviluppo del genere umano da dove vengono esclusi ogni possibilità di arresto o regresso delle sorti dell'umanità di modo che anche il medioevo, giudicato negativamente dall'illuminismo, viene ora rivalutato come una fase progressiva.
Esponenti di questo nuovo punto di vista sono Saint-Simon e Auguste Comte. Saint-Simon concepisce la storia umana come uno sviluppo da una fase iniziale guerriera basata sul conflitto armato a uno stadio finale dove prevale la produzione industriale.
Comte avanza una "legge dei tre stadi", che riguardano sia lo sviluppo dell'individuo che quello dell'umanità intera, mettendo a punto una teoria sull'evoluzione della società nella storia, che è anche evoluzione del pensiero, delle facoltà dell'uomo e della sua organizzazione di vita: con la sua legge egli prefigura l'avvento dell'era positiva in cui la scienza avrebbe avuto un posto centrale nella vita degli uomini. Anche la scienza attraversa tre fasi di sviluppo in base alla sua complessità sino a giungere allo stato positivo. Tale meta viene raggiunta seguendo un criterio preciso: la semplicità o altrimenti detta generalità. Comte vuol dimostrare con questa classificazione che il pensiero positivo, che si è sviluppato dapprima nelle materie semplici, prima o poi dovrà necessariamente estendersi ad altre materie quali la politica, giungendo così alla nascita di una scienza positiva della società, la sociologia.
Al concetto di progresso viene ora affiancata sempre più spesso la teoria darwiniana della evoluzione che viene applicata alla storia umana considerata come completamento della evoluzione biologica.
L'autore che rappresenta meglio questa concezione è Herbert Spencer che vede la storia umana come una continua progressiva evoluzione delle fasi che attraversa, anche di quelle fallite, momentaneamente negative, ma inevitabilmente superate verso il raggiungimento della piena felicità.
In questo stesso periodo si affianca all'idea di un trionfante progresso dell'umanita la critica nascente del pessimismo schopenhaueriano che svela l'illusorietà dell'uomo di condurre la propria vita al meglio quando invece è egli stesso vittima inconsapevole di una irrazionale forza che lo abbatte sotto il peso di enormi catastrofi. Un'eco di questa visione tragica è anche nella contemporanea poesia La ginestra (1836) di Giacomo Leopardi che assume a simbolo della precarietà umana di fronte alla sua presunzione di un progresso inarrestabile.

### XX secolo

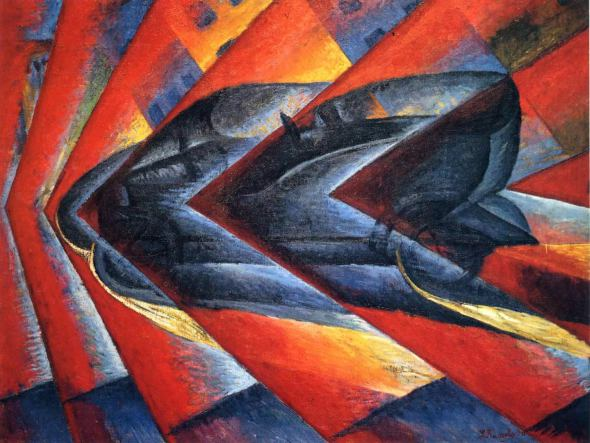
L'elogio del progresso all'inizio del XX secolo ispirò un gran numero di artisti, in particolare i futuristi italiani, come in quest'opera di Luigi Russolo, Dinamismo di un'automobile (1913), oggi al
Musée National d'Art Moderne di Parigi.

Secondo il filosofo irlandese John Bagnell Bury l'idea di progresso è nata nel Settecento con l'illuminismo e la prima rivoluzione industriale agli albori della modernità ed è legata alle ideologie dominanti del momento perseguendo un ideale utopico di società ideale che varia a seconda delle epoche.
Ispirata anche dal positivismo, si diffuse così ai primi del Novecento un'ideologia progressista, basata sull'ottimismo e la fiducia nello sviluppo della moderna civiltà tecnologica, industriale e capitalistica.
Dopo il crollo del mito della belle Époque e l'esperienza della prima guerra mondiale, tuttavia, la speculazione filosofica, da Hermann Keyserling a Oswald Spengler, assume le connotazioni di un disperato scetticismo sulle sorti dell'umanità. Anche la letteratura esprime pessimisticamente la sua sfiducia nel progresso considerando come l'avanzamento delle scienze e della tecnica, la Zivilisation, non garantisca un automatico miglioramento dei valori culturali e spirituali di un popolo, la Kultur.
L'accentazione critica di Friedrich Nietzsche che spazza via ogni illusoria convinzione illuministica e positivistica sul progresso umano, influenza profondamente, dopo i massacri della seconda guerra mondiale, la Scuola di Francoforte e la filosofia di Martin Heidegger che designa come nichilista la società moderna dominata dalla tecnologia in quanto portatrice di perdita di valori umani e sociali fondamentali.

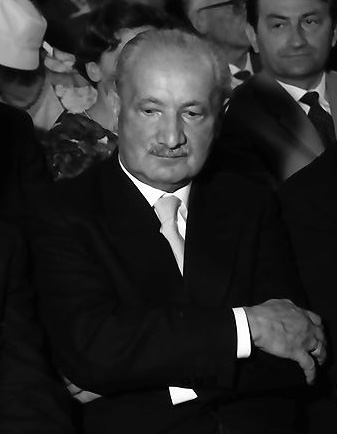
Martin Heidegger

Il tema del progresso in filosofia diviene oggetto anche degli studi antropologici, sociologici ed etnografici che delineano come si debba abbandonare l'ottimistica visione di progresso basata su una concezione evoluzionistica e come non si possa credere ad un'unica direzione assunta dall'evoluzione umana e soprattutto come non si possano applicare alle civiltà passate e alle diverse culture contemporanee gli stessi discutibili elementi valutativi della società industriale europea.
Il concetto di progresso tecnologico nel XX secolo va poi a confluire nel dibattito intorno al concetto di globalizzazione visto da taluni come portatore di conflitti socio-culturali.
Edgar Morin a proposito della situazione odierna, parla di una dominazione del progresso intesa come fuga dal passato che viene sostituita da una cultura dell'immediato derivante dal crollo delle certezze nel futuro.
John Gray definisce il progresso un mito irreale, che appare evidente solo a chi vive all'interno di esso.

### XXI secolo
Già dal secondo dopoguerra del XX secolo, specie in ambito macroeconomico, si inizia a intendere il progresso come sviluppo economico o crescita economica delle economie degli stati nazionali, favorito dal progresso scientifico e tecnico che caratterizzano la terza rivoluzione industriale. Tale accrescimento dell'economia viene valutato e misurato in termini di produzione e consumo, ovvero di "prodotto interno lordo", prescindendo da ogni altro aspetto della vita dell'uomo. 
Secondo alcuni economisti e scienziati, tra cui gli esponenti della cosiddetta teoria della decrescita, gli ambientalisti e un nutrito gruppo di scienziati di maggior seguito popolare, sostenuti anche dal rapporto sui limiti dello sviluppo, il progresso tecnico e industriale non può essere infinito in termini di PIL in un ambiente terrestre a risorse naturali finite. Questa presunta crescita senza fine comincerebbe a produrre incompatibilità ambientali con inquinamento, cambiamento climatico ed esaurimento delle risorse naturali, da cui la necessità di rivedere il progresso attuale nei termini del cosiddetto sviluppo sostenibile anche se in termini limitati in ampio raggio ed a lungo termine.